# Bangiomorpha pubescens
Bangiomorpha pubescens er en fossil rødalge, fundet i Canada (usikre fund som måske er denne art kendes fra Grønland). Den er det tidligste eksempel på kompleks flercellet liv, idet den har et fasthæftningsorgan og dermed har den kunnet stå lodret i strandkanten. Den er dateret til at være 1200 millioner år gammel (+/- 24 mill. år). Denne er den første kønnede organisme – og kønnethed anses derfor at være forudsætning for kompleks flercellethed og organdannelse. 
Den ligner forbløffende meget en nulevende rødalge, Bangia.